# Porto de Santo António
O Porto de Santo António é uma instalação portuária portuguesa, localizada na freguesia de Santo António, concelho de São Roque do Pico, ilha do Pico, arquipélago dos Açores.
Esta instalação portuária é principalmente usada para fins piscatórios e de recreio.